# Larry Tee
Larry Tee (Seattle, 12 de octubre de 1959) es un DJ y productor de música norteamericano basado en Berlín, quien acuñó el plazo de género musical electroclash. Ayudó a forjar las carreras de RuPaul, Lady Bunny Scissor Sisters, Fischerspooner, Peaches, W.I.T. y Avenue D. También escribió canciones y colaboró con Afrojack, Shontelle, Princess Superstar, Santigold, RuPaul, Sean Garrett, Steve Aoki, y Amanda Lepore. Actualmente reside en Londres donde maneja el sello Carnage Music con el DJ/productor AttackAttackAttack.
La prensa de Nueva York nombró a Larry Tee como ‘un hipster antes de que se usara masivamente ese término.

## Biografía
Tee nació en  Seattle, Washington y es hijo de canadienses. A principio de la década de 1980 se muda a Atlanta, donde formó parte de la escena musical con personalidades como RuPaul, Michael Stipe (REM), Lady Bunny, y Lahoma Van Zandt en el Celebrity Club.
En 1989, Tee junto con RuPaul, Lady Bunny y Lahoma Van Zandt se mudaron a Nueva York.
Durante la década de 1990, llega a tener un nombre prominente como DJ. En 1992, Tee coescribió el éxito de RuPaul "Supermodel (You Better Work)".
A comienzos de la década de 2000, Tee acunó el término "electroclash", el cual tomó tanta difusión que terminó apareciendo en el diccionario Oxford. También coordinó y dirigió el 2001 el Electroclash Festival, donde se presentaron Scissor Sisters, Fischerspooner, y Peaches. Él también creó y dirigió el grupo electro de chicas, W.I.T.
En 2007, editó junto a Andy Bell el sencillo en homenaje a Matthew Shepard, asesinado por ser gay.
En 2009 Tee editó el iTunes top 20 dance album Club Badd, que incluye canciones por Perez Hilton, Princess Superstar (el sencillo Licky fue más tarde reescrito por Sean Garrett y regrabado por Shontelle), Jeffree Estrel, Roxy Cottontail, Herve, Bart B Más, y Christopher Just. En 2010, Larry Tee editó el sencillo "Let's Make Nasty" junto a Roxy Cottontail. 
Ha remezclado artistas como Sia, Iggy Azalea, Steve Aoki, REM, Lady Gaga, Roisin Murphy, Kele de Bloc Party y Cher.